# Kick Off (Film)
Kick Off ist ein Dokumentarfilm über die österreichische Obdachlosen-Nationalmannschaft auf ihrem Weg zum Homeless World Cup im Dezember 2008 in Melbourne, Australien.

## Handlung
Kick Off erzählt die Geschichte von Orhan, Hansi und Serkan. Sie sind Teil des achtköpfigen Teams, das von Teamchef Gilbert Prilasnig zusammengestellt wurde, um Österreich bei der Fußball-WM für Obdachlose, Asylwerber und ehemalige Alkohol- sowie Drogenabhängige, dem Homeless World Cup, zu vertreten.
Das Filmteam, rund um Regisseur Hüseyin Tabak, begleitet sie und ihre fünf Teamkollegen sowohl bei der Vorbereitung auf das Turnier in Australien, als auch bei der Bewältigung ihres Alltags. Der Zuschauer lernt dabei die Lebenssituationen der drei Protagonisten kennen, erfährt über deren bewegte Vergangenheit und wohnt dem gemeinsamen Mannschaftstraining unter der professionellen Anleitung durch Prilasnig bei. Im letzten Drittel des Films rückt schließlich die Weltmeisterschaft im Herzen von Melbourne in den Fokus und die Konzentration verlagert sich verstärkt auf den sportlichen und gruppendynamischen Aspekt des Turniers.

## Stil
Kick Off ist ein Film, dessen Handlung durch Gespräche mit den Protagonisten vorangetrieben wird. Die Gesprächssituationen sind jedoch nicht im Stile klassischer Interviews gehalten, sondern mehr mit Erzählungen durch die Hauptpersonen vergleichbar. Visuell wird mit ruhigen und klar gestalteten Bildern gearbeitet. Dadurch unterscheidet sich Kick Off sowohl inhaltlich, als auch gestalterisch von thematisch vergleichbaren Fernsehformaten. Den dramaturgischen Rahmen ergibt sich durch den Homeless World Cup, der sich wie ein roter Faden durch den ganzen Film zieht und schließlich beim Turnier selbst, zum spannungsgeladenen Ende beiträgt.

## Personen
- Orhan Yildirim, 28, hat den Großteil seiner Jugend auf den Straßen Wiens verbracht, hin- und hergerissen zwischen seiner Familie und der Sucht nach Drogen. Durch einen erfolgreichen Entzug und die Hilfe von Freunden und Familie hat er sein Leben wieder in den Griff bekommen.
- Johann „Hansi“ Kovacs, 41, hat sich viele Jahre seines Lebens als schwer alkoholabhängiger Obdachloser unter Brücken und in ausrangierten Bahnwaggons durchgeschlagen. Erst die Geburt seiner Tochter lässt ihn neue Prioritäten erkennen und setzt in ihm die notwendige Energie frei, sein Leben umzukrempeln und seiner Tochter ein guter Vater zu sein.
- Serkan Yavuz, 31, hat als Jugendlicher versucht sich durch Kleinkriminalität die finanziellen Freiheiten zu ermöglichen, die ihm in der 35 m² kleinen Wohnung, in der er gemeinsam mit seinen Eltern und vier Geschwistern aufgewachsen ist, verwehrt geblieben sind. Die Konsequenzen waren Gefängnis und der Versuch seiner Eltern, ihn per Zwangsheirat zurück auf den richtigen Pfad zu führen. Doch Serkan strebt eigentlich nach seiner Unabhängigkeit und unternimmt während der Dreharbeiten die ersten wichtigen Schritte in die dafür notwendige Richtung.
- Gilbert Prilasnig, 36, ist seit 2004 ehrenamtlicher Teamchef des Österreichischen Homeless World Cup Teams. Er war selbst Fußballprofi, hat mit dem SK Sturm Graz dreimal an der Champions League teilgenommen und sechzehnmal für die Österreichische Nationalmannschaft gespielt.

## Zitate
„Wenn jemand auf der Straße oder drogenabhängig ist, also ganz tief am Boden ist. Wie soll der dann sehen, dass er ein Gewinnertyp ist? So einer von ganz unten, alleine kann der sich nicht raufraufen. Gott sei Dank ist mir geholfen worden. Aber ich habe auch die Hilfe gesucht. Man muss auch suchen, man muss auch wollen.“

„Ich möchte das wirklich, ich möcht‘ dort wirklich was reißen. Das ist wahrscheinlich mein Abschied vom Sport. [...] Ich bin noch nie mit einem Flugzeug geflogen, das hab ich mir nie leisten können. So weit hat‘s in meinem Leben nicht gereicht. Immer gerauft ums nackte Überleben, von einem Tag zum anderen, da kann ich mir kein Flugzeug leisten.“

„Gegen wen spielts ihr dort?“ „Gegen den Rest der Welt, Mann! Wir sind das Österreichische Nationalteam!“

## Produktion und Auswertung
Finanziert wurde Kick Off durch Fördermittel aus den Töpfen des Österreichischen Filminstituts, des Film- und Fernsehabkommens, des Filmfonds Wien und aus den Kulturförderbudgets der Bundesländer Vorarlberg und Steiermark. Gedreht wurde in der zweiten Jahreshälfte 2008 in Österreich, der Türkei und in Australien. Österreichischer Kinostart war am 7. Mai 2010 mit acht 35mm Filmkopien im Verleih des Filmladens. Die DVD Version ist im Dezember 2010 im Vertrieb des Filmladens erschienen und enthält neben dem Hauptfilm auch zusätzliche Szenen, sowie das offizielle Musikvideo zum Film von der Hip-Hop-Gruppe Sua Kaan.
Neben der klassischen Kinoauswertung, ist Kick Off auch Teil eines vom Institut für angewandte Medienbildung und Filmvermittlung initiierten Programms, das sich mit ausgewählten Kinofilmen speziell an Schüler und Lehrer wendet. Dadurch existiert umfangreiches Unterrichtsmaterial zum Film und es besteht die Möglichkeit spezielle Schulvorführungen zu buchen.

## Preise
- Publikumspreis der Kleinen Zeitung – Diagonale 2010[5]
- Preis der Jugendjury – Diagonale 2010[5]
- Wiener Filmpreis 2010 – Dokumentarfilm[6]
- Publikumspreis Dokumentation 2010 film:riss Filmfestival Salzburg[7]

## Kritiken
Der Film wurde beim Erscheinen von der Presse durchwegs positiv aufgenommen:

„Sind wir froh, dass es diesen Film gibt. So vieles hätte man hier falsch machen können. Moralisieren, ‚Am Schauplatz‘-Vorführ-Effekte ins Spiel bringen. Aber nein: Dieser Film macht alles richtig und bis zur letzten Sekunde fiebern wir mit den Protagonisten mit.“

„Kick Off gelingt das Kunststück, dass sich die Menschen vor der Kamera wirklich öffnen, und die vierte Wand förmlich verschwindet, sodass sich der Zuseher quasi als Gesprächspartner der Protagonisten sieht.“

„Kick Off ist alles andere als ein tristes Sozialdrama, mehr ein Feel-Good-Film über Menschen, die sich mit Hilfe des Fußballs von ganz unten selbst wieder nach oben kämpfen. […] Trotz der tragischen Geschichten darf im Kino viel gelacht werden – nicht über, sondern mit den Spielern. In diesem Schulterschluss liegt eine der Stärken des Films.“

„Der gelungenen Doku sind jedenfalls viele Zuseher zu wünschen.“